# Pokoutnictví
Pokoutnictví (postaru též vinklářství, z německého Winkelschreiberei) je jednání, jímž někdo neoprávněně po výdělečném způsobu obstarává právní záležitosti jiného. Omezováním nebo trestáním pokoutnictví je chráněn nerušený výkon advokacie.
Od roku 1964 se již pojem „pokoutnictví“ jako zákonný pojem neužívá, pokoutnictví je však nadále omezeno ustanovením § 27 odst. 2 občanského soudního řádu, které opravňuje soud, aby nepřipustil zastoupení účastníka řízení osobou, která jako zástupce vystupuje v různých věcech opětovně. Pokoutnictví je postihováno jako přestupek podle § 52d zákona o advokacii, je-li právní služba poskytnuta opakovaně a za úplatu někým jiným, než advokátem. Kromě toho může být posuzováno podle § 251 trestního zákoníku i jako trestný čin neoprávněného podnikání, je-li provozováno ve větším rozsahu.